# Spelaeobochica
Spelaeobochica es un género de pseudoscorpiones de la familia Bochicidae. Se distribuyen por Brasil, en las grutas.

## Especies
Según Pseudoscorpions of the World 2.0:
- Spelaeobochica allodentatus Mahnert, 2001
- Spelaeobochica muchmorei Andrade & Mahnert, 2003

## Publicación original
- Mahnert, 2001: Cave-dwelling pseudoscorpions (Arachnida, Pseudoscorpiones) from Brazil. Revue Suisse de Zoologie, vol.108, p.95-148.